# Personal Rapid Transit

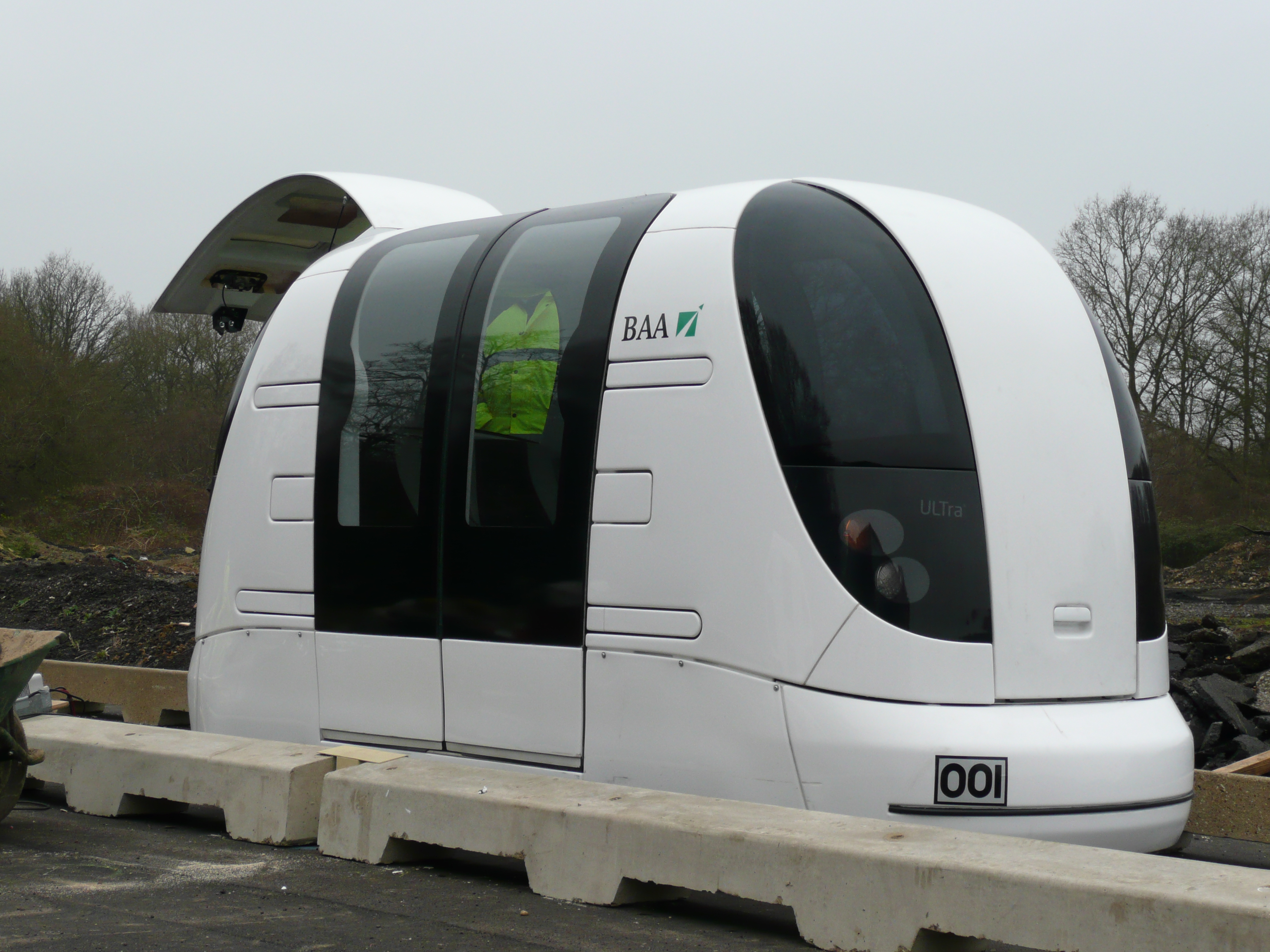
Um dos veículos do PRT ULTra sobre uma via de teste

Personal Rapid Transit (PRT) ou Trânsito Rápido Pessoal, também chamado podcar, é um modo de transporte público com pequenos veículos automatizados que operam em uma rede de vias-guia especialmente construídas. PRT é um tipo de trânsito de trilho-guia automatizado (AGT), uma classe de sistema que também inclui veículos maiores por todo o caminho a sistemas de metrô de pequenas dimensões.
O acrônimo PRT foi introduzido formalmente em 1978 por J. Edward Anderson
Atualmente, há dois exemplos de PRT: o Personal Rapid Transit de Morgantown da Universidade da Virgínia Ocidental que entrou em serviço comercial em 1975, e o PRT do Aeroporto de Londres Heathrow, ULTra, que está atualmente em fase de teste. Um PRT também está em construção na nova cidade de Masdar em Abu Dhabi: o Personal Rapid Transit de Masdar.
Uma experiência de PRT chamada de ARAMIS foi conduzida pela RATP entre 1970 e 1986, em Paris, mas o experimento não foi concluido e o projeto foi abandonado.

## Resumo
Os veículos PRT são feitos sob medida para viagens individuais ou em pequenos grupos, carregando normalmente de 3 a 6 passageiros por veículo. As vias-guia são organizadas em uma topologia da rede, com todas as estações localizadas em tapumes, e com frequentes pontos de fusão ou divergentes. Esta abordagem permite viagens sem parar, ponto-a-ponto, ignorando todas as estações intermediárias. O serviço ponto-a-ponto tem sido comparado a de um táxi ou um elevador.

## História
Os conceitos modernos de PRT começaram por volta de 1953, quando Donn Fichter, um planejador de transporte da cidade, começou a pesquisa de PRT e métodos de transporte alternativos. Em 1964, Fichter publicou um livro [34], que propôs um sistema de transporte automatizado público às áreas de média a baixa densidade populacional. Um dos pontos-chave feitas no livro era a crença de Fichter de que as pessoas não deixarem seus carros em favor do transporte público, a menos que o sistema ofereça tempos de flexibilidade e trânsito de ponta a ponta que fossem muito melhores do que os sistemas então existentes - flexibilidade e desempenho que se sentiam que apenas um sistema de PRT pode proporcionar. Vários outros planejadores urbanos e de trânsito também escreveram sobre o tema e algumas experiências iniciais foram seguidas, mas o PRT permaneceu relativamente desconhecido.
Atualmente o PRT está em projeto em várias cidades do mundo, como Suncheon, na Coreia do Sul e Amritsar, na Índia.

## PRT existentes e em construção
- Morgantown, Virgínia Ocidental, Estados Unidos: Personal Rapid Transit de Morgantown
- Aeroporto de Londres Heathrow, Londres, Inglaterra: ULTra
- Masdar, Abu Dhabi, Emirados Árabes Unidos: Personal Rapid Transit de Masdar
- Suncheon, Coreia do Sul: Vectus
- Amritsar, Índia: ULTra

## Tipos
- Personal Rapid Transit de Morgantown - Morgantown, Virgínia Ocidental, Estados Unidos
- ULTra - Londres, Inglaterra
- 2getthere PRT - Países Baixos
- Vectus PRT (POSCO) - Coreia do Sul
- Modutram - México
- Cabinentaxi[3] - Alemanha
- CVS - Japão

- PRT2000 (Raytheon) - Estados Unidos
- Monocab/ROMAG (Rohr, Inc.) - Estados Unidos
- Shweeb - Rotorua, Nova Zelândia
- MISTER - Polônia
- Skytran - Estados Unidos
- Skyweb Express (Taxi2000) - Minnesota, Estados Unidos
- JPods - Estados Unidos
- Launchpoint Technologies SPM Maglev[ligação inativa][4] - Estados Unidos
- Skycab AB Skycab - Suécia
- Interstate Traveller - Estados Unidos
- BM Design / BM One - Finlândia